# Triathlon aux Jeux du Commonwealth de 2018
Navigation
Glasgow 2014 Birmingham 2022
L'épreuve de triathlon aux Jeux du Commonwealth de 2018 se tient à Gold Coast, Australie. Il s'agit de la quatrième édition du triathlon aux Jeux du Commonwealth et de la deuxième édition qui s'organise en Australie. La compétition se déroule du 5 au 7 avril 2018 et sont réparties sur cinq épreuves dont deux épreuves handisports.

## Format
L'épreuve se déroule sur distance « sprint de 750 m de natation, d'une course à vélo de 20 km et une course à pied de 5 km.

## Résultats
Ces tableaux présentent les résultats des épreuves de triathlon aux Jeux du Commonwealth 2018.

### Palmarès hommes
| Pos.               | Nom                | Pays             | Natation | Cyclisme | Course à pied | Temps    |
| ------------------ | ------------------ | ---------------- | -------- | -------- | ------------- | -------- |
| Médaille d'or      | Henri Schoeman     | Afrique du Sud   | 00:08:51 | 00:27:41 | 00:15:00      | 00:52:31 |
| Médaille d'argent  | Jacob Birtwhistle  | Australie        | 00:09:10 | 00:27:53 | 00:14:36      | 00:52:38 |
| Médaille de bronze | Marc Austin        | Écosse           | 00:08:53 | 00:27:39 | 00:15:12      | 00:52:44 |
| 4                  | Matthew Hauser     | Australie        | 00:08:52 | 00:27:41 | 00:15:15      | 00:52:46 |
| 5                  | Ryan Sissons       | Nouvelle-Zélande | 00:09:01 | 00:27:57 | 00:14:50      | 00:52:49 |
| 6                  | Richard Murray     | Afrique du Sud   | 00:09:12 | 00:27:51 | 00:15:03      | 00:53:04 |
| 7                  | Jonathan Brownlee  | Angleterre       | 00:08:51 | 00:27:41 | 00:15:38      | 00:53:09 |
| 8                  | Luke Willian       | Australie        | 00:09:05 | 00:27:56 | 00:15:30      | 00:53:33 |
| 9                  | Matthew Sharpe     | Canada           | 00:09:07 | 00:27:53 | 00:15:36      | 00:53:34 |
| 10                 | Alistair Brownlee  | Angleterre       | 00:08:48 | 00:27:44 | 00:16:05      | 00:53:37 |
| 11                 | Tayler Reid        | Nouvelle-Zélande | 00:08:49 | 00:27:45 | 00:16:17      | 00:53:48 |
| 12                 | Tyler Mislawchuk   | Canada           | 00:08:59 | 00:28:03 | 00:15:55      | 00:54:00 |
| 13                 | Alexis Lepage      | Canada           | 00:09:00 | 00:28:01 | 00:16:10      | 00:54:15 |
| 14                 | Russell White      | Irlande          | 00:09:10 | 00:27:48 | 00:16:39      | 00:54:38 |
| 15                 | Jean-Paul Burger   | Namibie          | 00:09:19 | 00:28:35 | 00:16:23      | 00:55:18 |
| 16                 | Tony Dodds         | Nouvelle-Zélande | 00:08:57 | 00:28:04 | 00:17:28      | 00:55:29 |
| 17                 | Grant Sheldon      | Écosse           | 00:09:09 | 00:29:19 | 00:16:09      | 00:55:42 |
| 18                 | Tyler Butterfield  | Bermudes         | 00:09:32 | 00:28:55 | 00:16:13      | 00:55:51 |
| 19                 | Thomas Bishop      | Angleterre       | 00:08:59 | 00:29:19 | 00:16:49      | 00:56:15 |
| 20                 | Wian Sullwald      | Afrique du Sud   | 00:09:03 | 00:27:58 | 00:18:26      | 00:56:30 |
| 21                 | Tyler Smith        | Bermudes         | 00:09:07 | 00:29:22 | 00:17:08      | 00:56:41 |
| 22                 | James Edgar        | Irlande          | 00:09:00 | 00:30:54 | 00:17:05      | 00:58:01 |
| 23                 | Jason Wilson       | Barbade          | 00:09:13 | 00:31:12 | 00:16:48      | 00:58:14 |
| 24                 | Joshua Lewis       | Guernesey        | 00:09:31 | 00:30:29 | 00:17:30      | 00:58:45 |
| 25                 | Matthew Wright     | Barbade          | 00:10:12 | 00:30:48 | 00:16:41      | 00:58:46 |
| 26                 | Oliver Turner      | Jersey           | 00:09:20 | 00:31:02 | 00:18:40      | 01:00:06 |
| 27                 | Timothee Hugnin    | Maurice          | 00:10:09 | 00:30:48 | 00:18:20      | 01:00:24 |
| 28                 | Andrew Gordon      | Gibraltar        | 00:10:10 | 00:30:51 | 00:18:52      | 01:00:59 |
| 29                 | Christopher Walker | Gibraltar        | 00:10:33 | 00:31:27 | 00:18:52      | 01:02:00 |
| 30                 | Xian Hao Chong     | Malaisie         | 00:10:42 | 00:33:21 | 00:19:29      | 01:04:45 |
| 31                 | Robert Matto       | Gibraltar        | 00:11:23 | 00:33:06 | 00:20:01      | 01:05:47 |
| 32                 | Phillip Mccatty    | Jamaïque         | 00:13:56 | 00:33:43 | 00:20:24      | 01:09:19 |
| 33                 | Cameron Roach      | Bahamas          | 00:11:19 | 00:35:35 | 00:23:13      | 01:11:31 |
| 34                 | Patrick Newman     | Îles Salomon     | 00:13:57 | 00:36:24 | 00:22:38      | 01:14:37 |
| 35                 | Rocky Donald Ratu  | Îles Salomon     | 00:16:30 | 00:36:29 | 00:20:45      | 01:14:59 |
| 36                 | Brandon Santos     | Belize           | 00:13:51 | 00:36:30 | 00:23:55      | 01:15:50 |

### Palmarès femmes
| Pos.               | Nom                 | Pays                      | Natation | Cyclisme | Course à pied | Temps    |
| ------------------ | ------------------- | ------------------------- | -------- | -------- | ------------- | -------- |
| Médaille d'or      | Flora Duffy         | Bermudes                  | 00:09:10 | 00:29:37 | 00:16:56      | 00:56:50 |
| Médaille d'argent  | Jessica Learmonth   | Angleterre                | 00:09:04 | 00:29:40 | 00:17:40      | 00:57:33 |
| Médaille de bronze | Joanna Brown        | Canada                    | 00:09:48 | 00:30:12 | 00:16:31      | 00:57:38 |
| 4                  | Vicky Holland       | Angleterre                | 00:09:47 | 00:30:11 | 00:16:34      | 00:57:42 |
| 5                  | Ashleigh Gentle     | Australie                 | 00:09:48 | 00:30:13 | 00:17:04      | 00:58:08 |
| 6                  | Sophie Coldwell     | Angleterre                | 00:09:17 | 00:30:44 | 00:17:17      | 00:58:19 |
| 7                  | Nicole Van Der Kaay | Nouvelle-Zélande          | 00:09:46 | 00:30:15 | 00:17:29      | 00:58:31 |
| 8                  | Non Stanford        | Pays de Galles            | 00:09:50 | 00:30:09 | 00:17:39      | 00:58:45 |
| 9                  | Gillian Backhouse   | Australie                 | 00:09:34 | 00:30:25 | 00:17:52      | 00:58:54 |
| 10                 | Rebecca Spence      | Nouvelle-Zélande          | 00:09:46 | 00:30:13 | 00:18:07      | 00:59:12 |
| 11                 | Charlotte McShane   | Australie                 | 00:09:47 | 00:30:13 | 00:18:18      | 00:59:20 |
| 12                 | Beth Potter         | Écosse                    | 00:09:50 | 00:31:28 | 00:17:24      | 00:59:50 |
| 13                 | Andrea Hewitt       | Nouvelle-Zélande          | 00:09:59 | 00:31:16 | 00:18:27      | 01:00:48 |
| 14                 | Dominika Jamnicky   | Canada                    | 00:09:57 | 00:31:18 | 00:18:46      | 01:01:08 |
| 15                 | Gillian Sanders     | Afrique du Sud            | 00:10:01 | 00:33:04 | 00:18:53      | 01:03:06 |
| 16                 | Erica Hawley        | Bermudes                  | 00:10:04 | 00:33:03 | 00:19:00      | 01:03:14 |
| 17                 | Desirae Ridenour    | Canada                    | 00:10:04 | 00:32:24 | 00:20:16      | 01:03:46 |
| 18                 | Simone Ackermann    | Afrique du Sud            | 00:09:46 | 00:34:53 | 00:20:05      | 01:05:53 |
| 19                 | Jennifer Newbery    | Île de Man                | 00:11:08 | 00:33:28 | 00:21:33      | 01:07:18 |
| 20                 | Rachel James        | Papouasie-Nouvelle-Guinée | 00:11:38 | 00:34:48 | 00:22:30      | 01:10:20 |
| 21                 | Jenna Ross          | Trinité-et-Tobago         | 00:12:43 | 00:34:46 | 00:21:37      | 01:10:25 |
| 22                 | Llori Sharpe        | Jamaïque                  | 00:11:45 | 00:36:39 | 00:22:06      | 01:11:58 |
| 23                 | Hanifa Said         | Kenya                     | 00:14:28 | 00:36:15 | 00:23:04      | 01:15:18 |
| 24                 | Chen Yin Yang       | Malaisie                  | 00:11:28 | 00:38:41 | 00:24:57      | 01:16:13 |

### Relais mixte
| Médaille d'or                                                      | Temps           | Médaille d'argent                                                   | Temps           | Médaille de bronze                                         | Temps           |
| ------------------------------------------------------------------ | --------------- | ------------------------------------------------------------------- | --------------- | ---------------------------------------------------------- | --------------- |
| Gillian Backhouse Matthew Hauser Ashleigh Gentle Jacob Birtwhistle | 1 h 17 min 36 s | Vicky Holland Jonathan Brownlee Jessica Learmonth Alistair Brownlee | 1 h 18 min 28 s | Nicole Van Der Kaay Ryan Sissons Andrea Hewitt Tayler Reid | 1 h 19 min 28 s |

### Palmarès paratriathlon

#### Hommes
| Pos.               | PWTC            |
| ------------------ | --------------- |
| Médaille d'or      | Joseph Townsend |
| Médaille d'argent  | Nic Beveridge   |
| Médaille de bronze | Bill Chaffey    |

#### Femmes
| Pos.               | PWTC          |
| ------------------ | ------------- |
| Médaille d'or      | Jade Jones    |
| Médaille d'argent  | Emily Tapp    |
| Médaille de bronze | Lauren Parker |

## Tableau des médailles
| Rang  | Nation           | Or | Argent | Bronze | Total |
| ----- | ---------------- | -- | ------ | ------ | ----- |
| 1     | Angleterre       | 2  | 2      | 0      | 4     |
| 2     | Australie        | 1  | 3      | 2      | 6     |
| 3     | Afrique du Sud   | 1  | 0      | 0      | 1     |
| 3     | Bermudes         | 1  | 0      | 0      | 1     |
| 5     | Écosse           | 0  | 0      | 1      | 1     |
| 5     | Canada           | 0  | 0      | 1      | 1     |
| 5     | Nouvelle-Zélande | 0  | 0      | 1      | 1     |
| Total | Total            | 5  | 5      | 5      | 15    |